# Criptotipo
Il criptotipo (o crittotipo) è un elemento che concorre a formare la mentalità del giurista di un determinato ordinamento giuridico, ovvero un elemento che caratterizza il contesto storico e l'ambiente culturale, sociale ed economico nel quale il giurista si è formato.
Lo studio dei crittotipi, nell'ambito della comparazione tra diversi sistemi giuridici, consente di meglio apprendere - ed in concreto - in cosa "sistemi giuridici" distinti si avvicinino ed in cosa, invece, divergano.
Per meglio definire i crittotipi occorre introdurre il concetto di "formante". Ed allora avendo a mente un ordinamento giuridico si potrà rilevare che esso consta di molteplici differenti approcci al diritto medesimo. Esiste un diritto dei "professori", la dottrina, un diritto "dei pratici", la giurisprudenza, il "diritto vivente", la prassi, la legge, ecc.
Non necessariamente due concetti giuridici appartenenti ad ordinamenti giuridici distinti - e descritti in modo del tutto inconciliabile tra loro avendo a mente il medesimo "formante" - sono analogamente differenti andando a confrontare, per esempio, l'applicazione pratica o la interpretazione che di essi ogni giorno, ed al di là della definizione dottrinale datane, venga fornita ogni giorno nei tribunali.
Lo studio dei formanti, e l'analisi dei crittotipi, sono il principale strumento di analisi del diritto comparato.